# Estoloides parva
Estoloides parva là một loài bọ cánh cứng trong họ Cerambycidae.